# Topshelf Open 2014
Il Topshelf Open 2014 è stato un torneo di tennis giocato sull'erba. È stata la 25ª edizione del Topshelf Open, fino al 2009 noto come Ordina Open e dal 2010 al 2012 noto come UNICEF Open, facente parte della categoria ATP World Tour 250 series nell'ambito dell'ATP World Tour 2014, e della categoria International nell'ambito del WTA Tour 2014. È stato un evento combinato sia maschile che femminile, e si è tenuto all'Autotron park di 's-Hertogenbosch, nei Paesi Bassi, dal 15 a 21 giugno 2014.

## Partecipanti ATP

### Teste di serie
| Nazionalità | Giocatore             | Ranking* | Testa di serie |
| ----------- | --------------------- | -------- | -------------- |
| Spagna      | David Ferrer          | 7        | 1              |
| Spagna      | Fernando Verdasco     | 23       | 2              |
| Spagna      | Roberto Bautista Agut | 28       | 3              |
| Spagna      | Marcel Granollers     | 30       | 4              |
| Russia      | Dmitrij Tursunov      | 32       | 5              |
| Canada      | Vasek Pospisil        | 35       | 6              |
| Francia     | Nicolas Mahut         | 40       | 7              |
| Austria     | Jürgen Melzer         | 51       | 8              |

* Le teste di serie sono basate sul ranking al 9 giugno 2014.

### Altri partecipanti
I seguenti giocatori hanno ricevuto una wild card per il tabellone principale:
- Thiemo de Bakker
- Kimmer Coppejans
- Jesse Huta Galung

I seguenti giocatori sono passati al tabellone principale attraverso le qualificazioni:

- Lukáš Lacko
- Adrian Mannarino
- Mate Pavić
- João Sousa

## Partecipanti WTA

### Teste di serie
| Nazionalità | Giocatrice           | Ranking* | Testa di serie |
| ----------- | -------------------- | -------- | -------------- |
| Romania     | Simona Halep         | 3        | 1              |
| Slovacchia  | Dominika Cibulková   | 10       | 2              |
| Canada      | Eugenie Bouchard     | 12       | 3              |
| Spagna      | Carla Suárez Navarro | 15       | 4              |
| Germania    | Andrea Petković      | 20       | 5              |
| Belgio      | Kirsten Flipkens     | 25       | 6              |
| Spagna      | Garbiñe Muguruza     | 27       | 7              |
| Rep. Ceca   | Klára Koukalová      | 33       | 8              |

* Le teste di serie sono basate sul ranking al 9 giugno 2014.

### Altri partecipanti
I seguenti giocatori hanno ricevuto una wild card per il tabellone principale:
- Lesley Kerkhove
- Michaëlla Krajicek
- An-Sophie Mestach

Le seguenti giocatrici sono passate dalle qualificazioni:

- Mona Barthel
- Julia Glushko
- Ol'ga Govorcova
- Coco Vandeweghe

## Campioni

### Singolare maschile
Roberto Bautista Agut ha sconfitto in finale  Benjamin Becker per 2-6, 7–6(2), 6-4.
- È il primo titolo in carriera per Bautista Agut.

### Singolare femminile
Coco Vandeweghe ha sconfitto in finale  Zheng Jie per 6-2, 6-4.
- È il primo titolo in carriera per la Vandeweghe.

### Doppio maschile
Jean-Julien Rojer /  Horia Tecău hanno sconfitto in finale  Santiago González /  Scott Lipsky per 6-3, 7–6(3).

### Doppio femminile
Marina Eraković /  Arantxa Parra Santonja hanno sconfitto in finale  Michaëlla Krajicek /  Kristina Mladenovic per 0-6, 7–6(5), [10-8]